# Cynthia Ozick
Cynthia Ozick (Nueva York, 17 de abril de 1928) es una novelista y ensayista estadounidense de origen judío.

## Trayectoria
Cynthia Shoshana Ozick nació en la ciudad de Nueva York. Sus padres William Ozick y Celia (Regelson) nacieron en Rusia, y tuvieron dos hijos: ella era la segunda. Vivieron en el Bronx; ellos eran farmacéuticos en Park View, cerca de Pelham Bay. Aún siendo niña ayudó en las recetas a sus padres. Creció, pues en el Bronx; de allí recuerda los gestos antisemitas de algunos vecinos. Estudió en la Hunter College High School de Manhattan.
Estudió primero en la New York University; luego, en la Ohio State University, donde completó su carrera sobre literatura inglesa, centrándose en la novelas de Henry James. 
Ozick es sobrina del hebraísta Abraham Regelson.
Ozick se casó con el abogado Bernard Hallote. Su hija, Rachel Hallote, es profesora asociada de historia en la SUNY Purchase y destaca por sus estudios judíos.
La obra de Cynthia acoge abiertamente la descripción de la vida de judíos americanos, pero con una visión independiente y claramente reflexiva sobre su tiempo.

## Novelas
- Trust (1966)
- The Cannibal Galaxy (1983; tr. La galaxia caníbal, Mardulce, 2017)
- The Messiah of Stockholm (1987; tr. El mesías de Estocolmo, Montesinos, 1989)[1]
- The Puttermesser Papers (1997; tr. Los papeles de Puttermesser, Mardulce, 2014)[2]
- Heir to the Glimmering World (2004; tr.  Los últimos testigos, Lumen, 2006)[3]
- Foreign Bodies (2010; tr. Cuerpos extraños, Lumen, 2013)
- Antiquities (2021)

## Relatos
- The Pagan Rabbi and Other Stories (1971)
- Bloodshed and Three Novellas (1976)
- Levitation: Five Fictions (1982)
- Envy; or, Yiddish in America (1969)
- The Shawl (1989; tr. El chal, Lumen, 2016)
- Collected Stories (2007; tr. Cuentos completos, Lumen, 2015)

## Ensayos
- All the World Wants the Jews Dead (1974)
- Art and Ardor (1983)[4]
- Metaphor & Memory (1989; tr. Metáfora y memoria. Ensayos reunidos, Mardulce, 2016).[5]
- What Henry James Knew and Other Essays on Writers (1993)
- Fame & Folly: Essays (1996)[6]
- Quarrel & Quandary (2000)[7]
- The Din in the Head: Essays (2006)[8]
- Critics, Monsters, Fanatics, and Other Literary Essays (2016; tr. Críticos, monstruos, fanáticos y otros ensayos literarios, Mardulce, 2020)
- David Miller, ed., Letters of Intent: Selected Essays (2017)

### Dramas
- Blue Light (1994)